# Karlheinz Ziegler

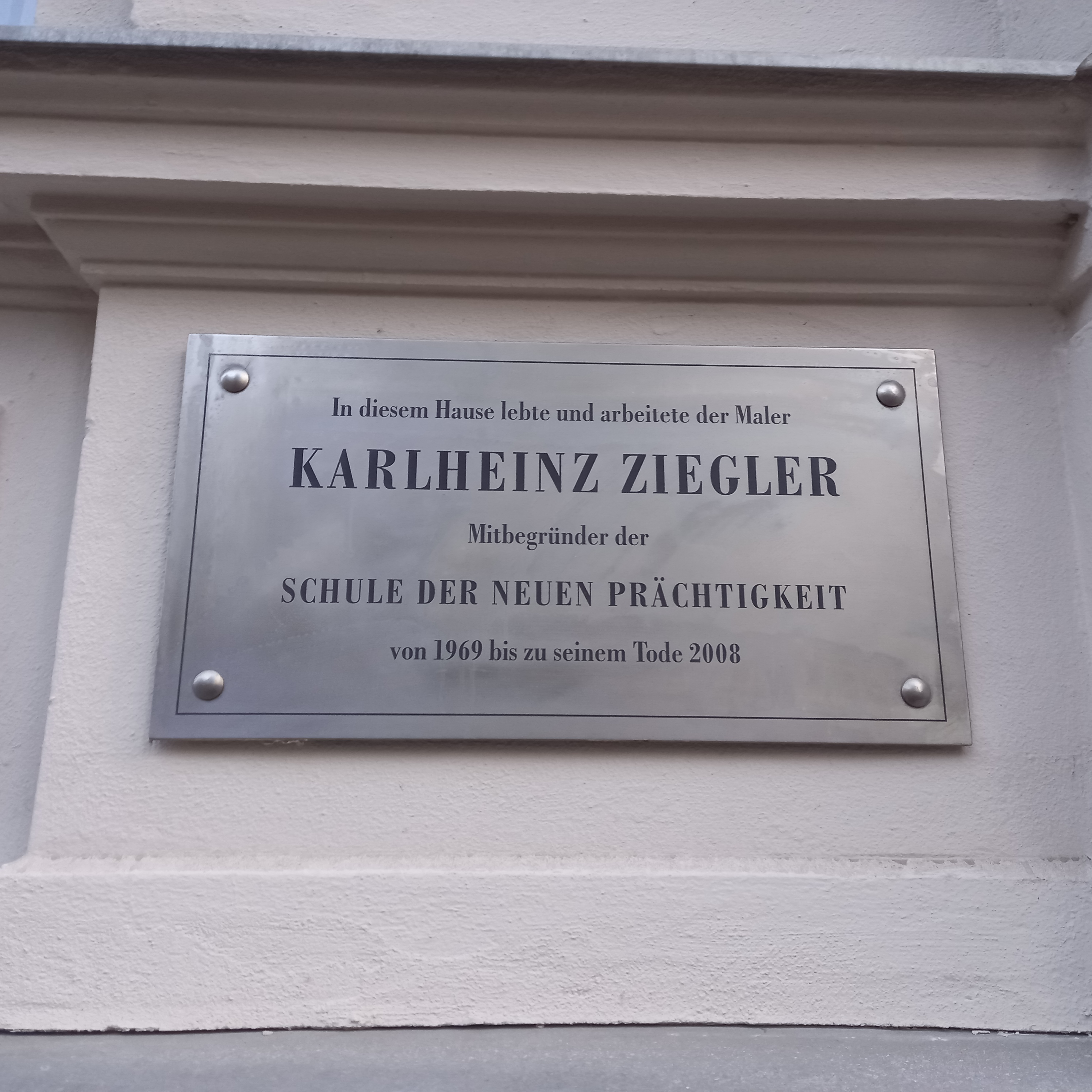
Gedenktafel für Karlheinz Ziegler am Haus Südendstraße 2 in Berlin

Karlheinz Ziegler (* 12. September 1935 in Berlin; † 14. August 2008 Heiliger See, Potsdam) war ein deutscher Maler und Mitbegründer der Schule der neuen Prächtigkeit.

## Leben und Werk
Karlheinz Ziegler wurde am 12. September 1935 im Berliner Bezirk Tempelhof als Sohn des Feinmechanikers Karl Ziegler und seiner Ehefrau Sieglinde geboren. Er besuchte das Eckener-Gymnasium im Tempelhofer Ortsteil Mariendorf und schloss dort 1956 mit dem Abitur ab. Seinen ursprünglichen Berufswunsch Kunsterzieher gab er schon während seiner Schulzeit zugunsten des neuen Ziels als Künstler auf. 1953 hatte er begonnen, Bilder zu malen, die er auch selbstbewusst zeigte. Als erste Ausstellung kann eine in seiner Schule gelten, die er gemeinsam mit einem Mitschüler bestritt. Er besuchte die Volkshochschulkurse des Malers Wilhelm Körber und der Grafikerin Gerda Rotermund, wobei er zu Körber eine enge Beziehung aufbaute. Darüber hinaus nahm er, zum Teil in seinen Ferien, 1953, 1956 und 1958 Privatstunden bei Erik Richter in Plön. Diese beiden Maler übten neben den Werken Franz Radziwills den größten Einfluss auf ihn aus.
An der seinerzeit in Berlin-Schöneberg ansässigen Hochschule für Bildende Kunst erwartete er 1956 eine solide Ausbildung. Er brach sie enttäuscht ab weil sie nicht seinen Maßstäben entsprach und ihm vorgeworfen wurde altmodisch zu sein. Zwischen 1957 und 1959 studierte er bei Kurt Wehlte in Stuttgart Maltechnik. In den Jahren 1960 und 1961 volontierte er in den Restaurierungswerkstätten der Bayerischen Staatsgemäldesammlungen. Die dahinter stehende Absicht war der Berufseinstieg als Gemälderestaurator im Bode-Museum. Er gab sie in dem Moment auf, als die Mauer errichtet wurde und er sich für eine Existenz in der DDR hätte entscheiden müssen. Schließlich sorgte eine Halbtags-Anstellung beim Gartenbauamt des Senats für seinen Unterhalt. Dadurch verschoben sich seine Motive von Naturstudien, Blumenbildern, Interieurs, Stillleben, Porträts und Selbstporträts hin zu „Landschaftsschilderungen in einer realistisch-romantischen Manier“. Daneben widmete er sich bildnerisch der Kahlschlagsanierung der 1960er Jahre. Obwohl seine Bilder fotografischen Charakter haben, basieren sie nicht auf Fotografien, sondern detailgenauen Skizzensammlungen.
1967 bewarb er sich vergeblich um die Aufnahme in den Verein Berliner Künstler, dennoch wählte er 1969 den Schritt in das Leben eines freischaffenden Künstlers. Im Jahr darauf hatte er im September und Oktober seine erste und einzige Einzelausstellung in Kreuzberg. Zudem wurde unter seiner Mitwirkung die Freie Berliner Kunstausstellung eröffnet, ein Gegenentwurf zur Großen Berliner Kunstausstellung. Auch später wurde seinem Einfühlungsvermögen, seiner Urteilskraft und seinem Präsentationsgeschick vertraut. Als Maler war er ein akribischer Beobachter der Veränderungen seiner gebauten Umwelt, die er unter anderem in Anspielung auf Bauskandale und Machtmissbrauch entsprechend kritisch visuell begleitete, so etwa den Abriss des Albrechtshofs und Neubau des Hochhauskomplexes Steglitzer Kreisel an dessen Stelle. Exemplarisch hierfür sind seine Werke Anarchie und Steglitzer Wahlsonntag aus den frühen 1970er Jahren. Er hielt auch den Abriss des Görlitzer Bahnhofes fest. Das gleichnamige Gemälde (Mischtechnik, 80 cm × 100 cm) wurde neun Jahre später auf Initiative des ersten Direktors der Berlinischen Galerie mit den Mitteln des Kultursenats für das Landesmuseum erworben. Dies stellte den ersten öffentlichen Ankauf eines Ziegler-Bildes dar. Die 1978 und 1979 in Rostock, Moskau und Berlin gezeigte Ausstellung „Westberliner Realisten. Westberliner Künstler stellen aus“ blieb seine einzige Beteiligung an einer Wanderausstellung. Organisiert wurde sie von der Vereinigung demokratischer und sozialistischer Künstler (VDSK).
Auf Einladung von Matthias Koeppel, Johannes Grützke und Manfred Bluth nahm Ziegler am 24. Januar 1973 in Grützkes Atelier an der Gründungsveranstaltung der Schule der Neuen Prächtigkeit teil. Der Bund hielt bis 1978. 1990 trafen sich alle vier Mitglieder wieder im Künstlersonderbund, den Ziegler jedoch 1993 aus Verärgerung über die Hängung und Ausleuchtung seiner beiden zur Ausstellung vorgesehenen Bilder verließ. Ziegler echauffierte sich außerdem über kulturpolitische Vorgänge und geriet in die Isolation. Erschwerend kam hinzu, dass er sich von seinen Bildern nicht trennen konnte, ein verkauftes zurückverlangte, um daran weiter zu malen, womit er sich Zeit ließ. Aus Pastellen wurden so manchmal Temperalbilder mit jahrzehntelanger Entstehungsdauer.
Karlheinz Ziegler ertrank im Sommer 2008 im Alter von knapp 73 Jahren bei einem Bad im Heiligen See in Potsdam. An seinem ehemaligen Wohnhaus in der Steglitzer Südendstraße befindet sich eine Gedenktafel.